# 小野真由美
小野真由美（ONO Mayumi，1984年8月14日—），富山縣出生，日本女子曲棍球運動員，亦為日本國家女子曲棍球隊成員。畢業於大谷中学校、石動高校及天理大学。

## 簡歷
2010年11月，小野真由美代表日本出戰廣州亞運會，參加曲棍球比賽，奪得銅牌。
2016年，小野真由美代表日本出戰巴西里约热内卢舉行的奥林匹克运动会女子曲棍球比賽。日本隊最終排名小组第五位，無緣晉級。